# Embalse de Theewaterskloof
El embalse de Theewaterskloof se encuentra cerca de Villiersdorp, en el río Sonderend, afluente del río Breede, en la provincia del Cabo Occidental, en Sudáfrica. Administrativamente se encuentra dentro del municipio de Theewaterskloof. La presa, de tipo relleno de tierra, se construyó en 1978 y es la  más grande del Sistema de abastecimiento de agua del Cabo Occidental, con una capacidad de 480 millones de metros cúbicos, aproximadamente el 41% de la capacidad de almacenamiento de agua disponible en Ciudad del Cabo, que tiene una población de más de 4 millones de personas. El embalse se utiliza principalmente para uso municipal e industrial, así como para riego. El riesgo potencial de la presa ha sido calificado como alto.

## Características de la presa
El muro de relleno de tierra de la presa Theewaterskloof tiene 646 m de largo y 35 m de altura. Una torre de entrada y un conducto a través del muro permiten la liberación de agua hacia el río Sonderend. El aliviadero puede soportar un caudal máximo de 394 m3/s. La torre de toma de agua de Charmaine extrae agua del embalse y la lleva al túnel de Franschhoek, que la transporta bajo las montañas de Franschhoek hasta la cuenca del río Berg y, en última instancia, al suministro de agua de Ciudad del Cabo. En invierno, el túnel puede funcionar en sentido inverso y transportar el exceso de agua del río Berg hasta el embalse de Theewaterskloof. Una torre de admisión adicional suministra agua a la Junta de riego de Vyeboom para el riego de las áreas alrededor de la presa.

## Restricciones de agua

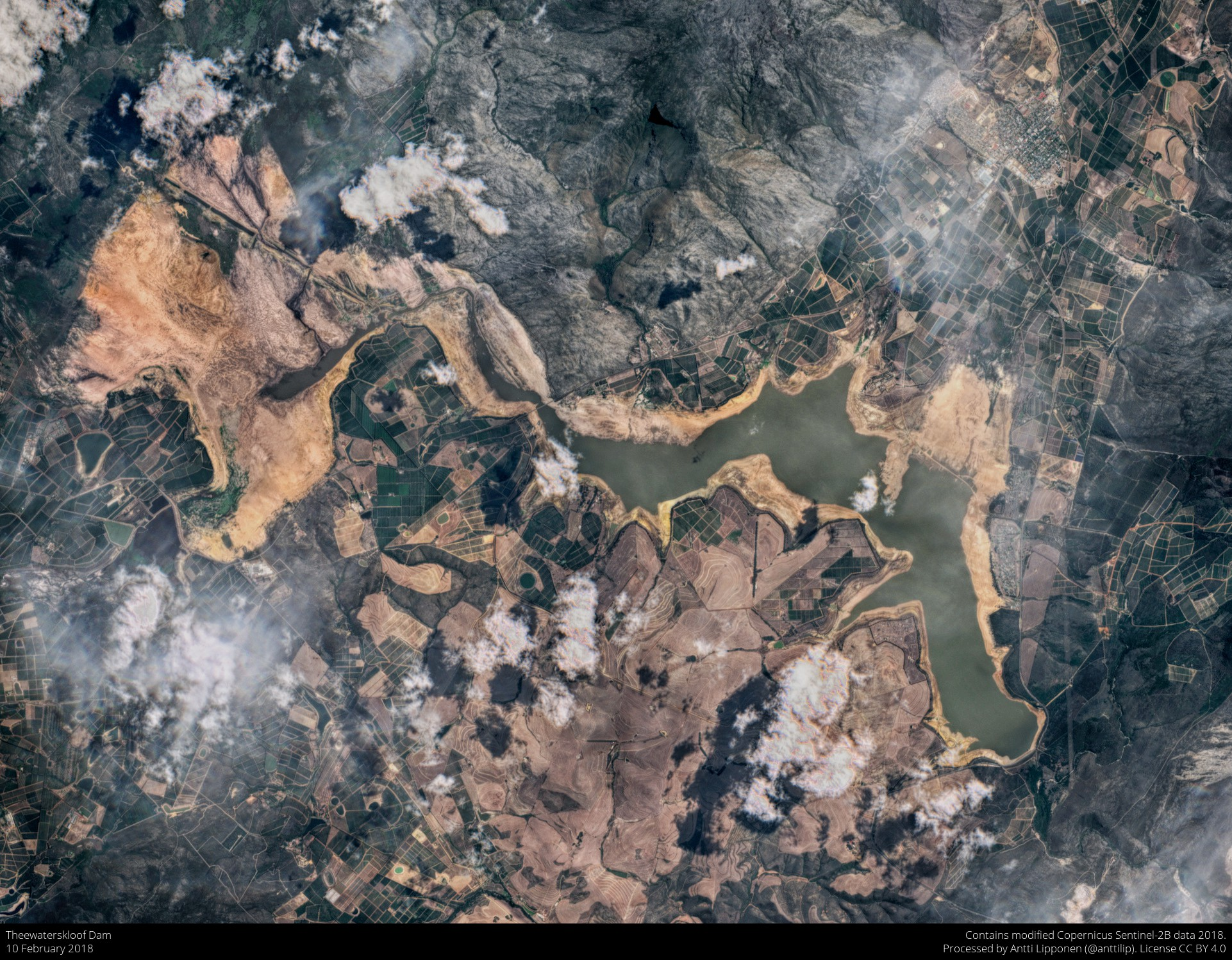
El embalse de Theewaterskloof, a aproximadamente el 12% de su capacidad, el 10 de febrero de 2018

Las precipitaciones por debajo de la media desde 2015 provocaron restricciones en Ciudad del Cabo durante los años siguientes.
Como resultado de las buenas lluvias en los inviernos de 2019 y 2020, el nivel del agua de Theewaterskloof alcanzó el 100% en octubre de 2020.

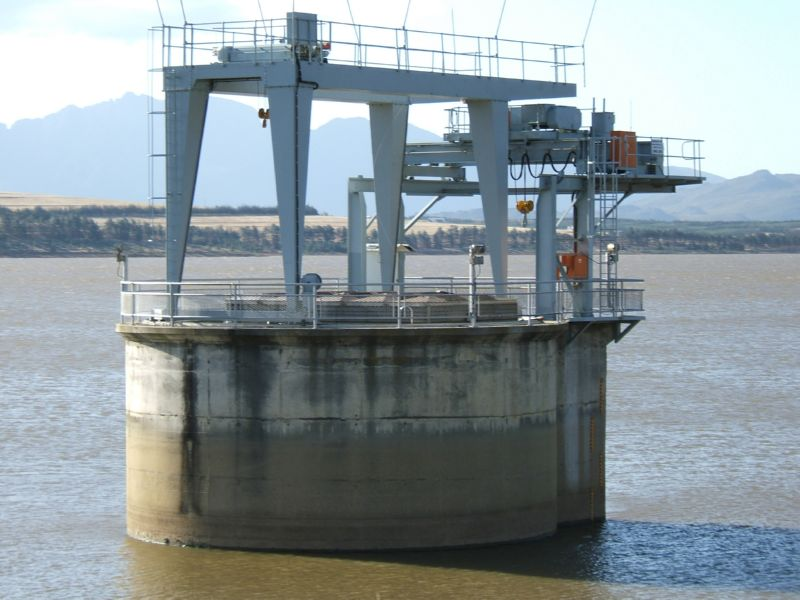
Torre de captación del embalse
Zona de captación de la presa

## Eventos sociales
El embalse de Theewaterskloof también es sede del festival anual de música Synergy Live, uno de los festivales de música al aire libre más grandes de Sudáfrica, que generalmente se celebra el último fin de semana de noviembre o el primer fin de semana de diciembre. 

## Sistema de abastecimiento de agua del Cabo Occidental
El Sistema de abastecimiento de agua del Cabo occidental (WCWSS) es un complejo sistema de abastecimiento de agua que incluye seis embalses principales, tuberías, túneles y redes de distribución, así como diversos embalses más pequeños, operados en parte por el Departamento de Agua y Sanidad y en parte por el Municipio metropolitano de Ciudad del Cabo.
El WCWSS forma parte del Esquema de aguas gubernamental de los ríos Berg y Sonderend, un amplio sistema de trasvase de agua de varias cuencas que regula el flujo de los ríos Sonderend, que fluye hacia el sur, hacia el océano Índico; el río Berg, que fluye hacia el norte, hacia el océano Atlántico, y el río Eerste, que fluye hacia Bahía Falsa, entre los océanos Índico y Atlántico.
Los embalses principales están localizados en el Cinturón de Pliegues del Cabo, al este de Ciudad del cabo y son: 
- Embalse de Theewaterskloof, 480 hm3
- Embalse de Wemmershoek, 58,6 hm3
- Embalse de Steenbras, 33,5 hm3
- Embalse del Alto Steenbras, 31,8 hm3
- Embalse de Voëlvlei, 164 hm3
- Embalse del río Berg, 130 hm3